# Альвізе Кадамосто
Альвізе Кадамосто (італ. Alvise Ca' Da Mosto, порт. Luiz Cadamosto, 1432 — 18 липня 1488) також відомий як Луїджі Ка' да Мосто — венеційський мореплавець, дослідник, купець та работорговець. Був найнятий португальським принцом Енріке Мореплавцем і здійснив для Португальської корони дві відомі подорожі до Західної Африки у 1455 та 1456 роках.
У супроводі генуезького капітана Антоніотто Узодімаре, Кадамосто відкрив острови Кабо-Верде та дослідив африканське узбережжя уздовж Гвінеї, від річки Гамбія до річки Геба (в Гвінеї-Бісау), що після 1446 року стало найбільший поступом у відкриттях, здійснюваних під керівництвом Енріко Мореплавця. Звіти Кадамосто про його подорожі, включаючи його детальні спостереження щодо раніше невідомих західноафриканських племен, виявились неоціненими для істориків.

## Ранні роки
Альвізе (Луїджі) народився в розташованому на Великому каналі у Венеції, палаці Ка' да Мосто, якому він завдячує своїм ім'ям. Його батьком був Джованні да Мосто, венеційський державний службовець і купець, мати Єлизавета Кверіні належала до відомої венеційської патриціанської родини. Альвізе був старшим із трьох синів, маючи молодших братів П'єтро та Антоніо.
Вже у дуже юному віці Кадамосто почав працювати торговим представником на венеційських торгових суднах у Середземномор'ї. З 1442 по 1448 рік Луїджі, як комерційний агент свого кузена Андреа Барбаріго, здійснив численні мандрівки на венеційських галерах до африканського Берберського узбережжя та Криту, У 1451 році його призначили офіцером морського корпусу арбалетників на галері, яка йшла в Александрію. Наступного року він займав аналогічну посаду на венеційській галері, яка прямувала до Фландрії. Після повернення він виявив свою сім'ю збезчещеною і позбавленою майна. Його батька, спійманого на хабарництві, із скандалом було вигнано з Венеції і він укрився в герцогстві Модена. Його родичі по матері Кверіні скористалися можливістю заволодіти майном його родини. Ці події зруйнували будь-які майбутні перспективи кар'єри Кадамосто у Венеції, і, ймовірно, заохотили його пристрасть до пригод у сподіванні відновити своє родинне ім'я та долю власними великими діяннями.

## Експедиції до Африки
У серпні 1454 року у 22-річний Альвізе та його брат Антоніо вирушили до Фландрії на венеційській купецькій галері під керівництвом капітана Марко Зена. У дорозі, біля мису Сент-Вінсент у Португальському королівстві, галеру затримала негода. Поки купці чекали покращення погоди, португальський принц Енріке Мореплавець, який мешкав у сусідньому Сагреші, відправив декілька своїх комерційних агентів на чолі зі своїм секретарем Антаном Гонсалвешом та місцевим венеційським консулом Патріціо ді Конті, щоб зацікавити венеційських купців торговими контрактами на цукор та інші товари з острова Мадейра, який належав принцові. Повідомлений відвідувачами про останні відкриття, здійснені людьми Енріко в Африці, Кадамосто, «запалений бажанням відвідати ці нововиявлені регіони», негайно звернувся до принца Енріке в його резиденції в Рапосейрі, з пропозицією здійснити експедицію від його імені. Енріке прямо на місці найняв його на службу.

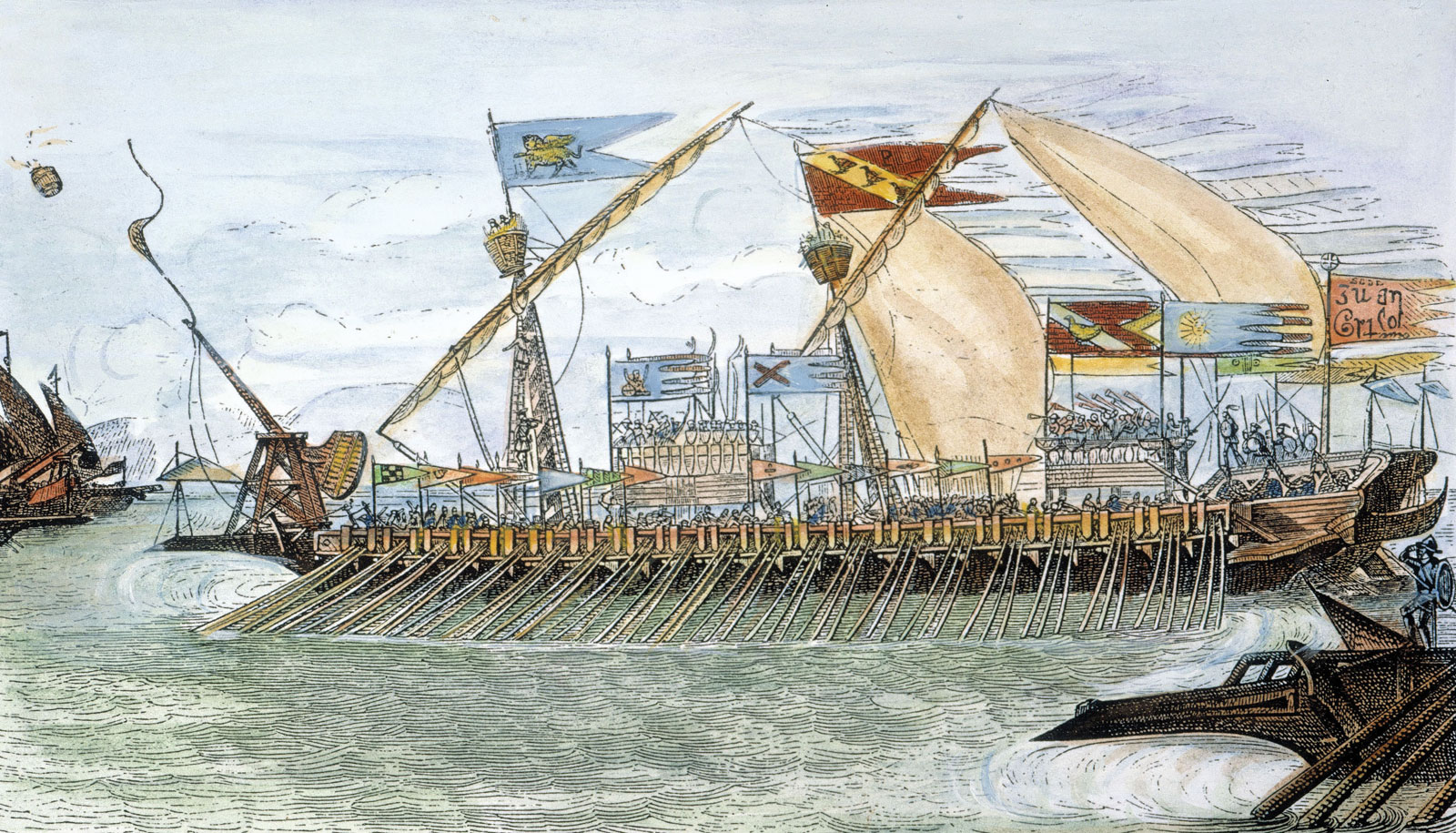
Венеційська галера

### Перша подорож (1455)
Альвізе Кадамосто вийшов в море 22 березня 1455 року на 43-тонній каравелі, спорядженій за рахунок принца Енріке, з капітаном Вісенте Діашем. Він спрямував каравелу до островів Порту-Санту і Мадейра, а потім продовжив свій шлях через Канарські острови, роблячи зупинки в Ла-Гомера, Ель-Ієро та Ла-Пальмі, перш ніж дістатися до африканського узбережжя біля Білого мису. Кадамосто зазначив у своїх записах наявність португальського форту на острові Арген, але, схоже, сам не зупинився там.

Кадамосто пройшов вздовж західноафриканського узбережжя до гирла річки Сенегал (яку він назвав Ріо-до-Сенега, що є першим зафіксованим використанням цієї назви). Він, схоже, не зупинився тут, оскільки його метою була якірна стоянка далі на півдні — навпроти узбережжя Grande Côte, яке він назвав Пальма-ді-Будомель (місцезнаходження його точно не визначене, ймовірно, навколо Мборо, 15°09′42″ пн. ш. 16°55′45″ зх. д. / 15.16167° пн. ш. 16.92917° зх. д.). Кадамосто зазначає, що це місце вже використовувались до нього португальськими торговцями. Він зазначив, що торгівля між португальцями та сенегальською народністю Волоф була започаткована близько 1450 року («за п'ять років до того, як я вирушив у це плавання»). Кадамосто прагнув обміняти іберійських коней на чорних рабів, головний товар в цьому регіоні. Коні високо цінувались на узбережжі Сенегалу і обмінювались в пропорції від 9 до 14 рабів за коня. Кадамосто продав сім коней та певну кількість вовняних виробів (загальною вартістю близько 300 дукатів) за приблизно 100 рабів.

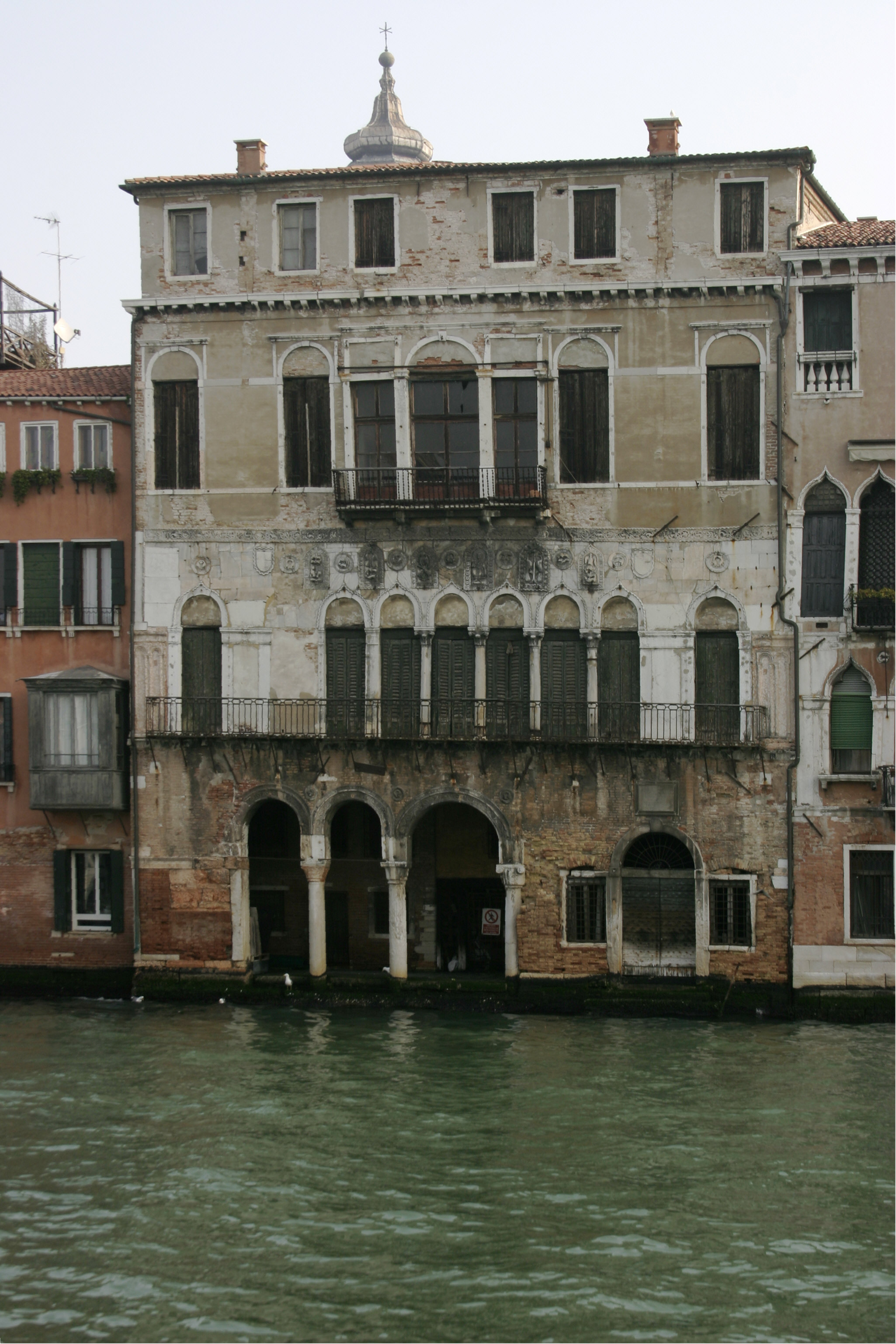
Палац Ка' да Мосто в Венеції, в якому народився Альвізе. З XVI по XVIII століття в палаці знаходився знаменитий готель «Locanda del Leon Bianco» («Готель Білий лев»)

. Неочікувано для Кадамосто, під час якірної стоянки до нього завітав правитель цих земель — дамель Кайору (якого він називає Будомелем) у супроводі свого почту. Після укладення угоди про умови торгівлі, дамель запросив його в гості у глиб країни. Кадамосто погодився і провів майже цілий місяць (протягом якого зібрав багато спостережень щодо побуту та звичаїв місцевої країни) у материковому поселенні, де його приймав принц Бісборор (племінник Будомеля).
Після завершення торгових операцій в Кайорі, Кадамосто вирішив не повертатись зі своїм живим товаром відразу додому, а спершу здійснити подорож далі по узбережжю, до півострова Зелений Мис. Ця мандрівка була задумана виключно з дослідницькою метою, — «відкрити для себе нові країни», які лежали за мисом, а саме таємниче «королівство під назвою Гамбра», в якому, за інформацією принца Енріко (отриманої від раніше полонених рабів), можна було знайти в достатку золото. Біля Зеленого мису, у червні 1455 р. Кадамосто натрапив на дві португальські каравели, однією з яких командував Антоніотто Узодімаре, генуезький капітан на службі принца Енріке, а іншою — неназваний зброєносець з дому Енріке. Вони погодилися об'єднати сили і разом піти на південь.
Після короткої зупинки для риболовлі на неназваних островах (ймовірно, desles des Madeleines), Кадамосто, Узодімаре та португальський капітан попливли на південь, вниз вздовж Пті-Кот, поки не дійшли до спільної дельти річок Сіне і Салум, ділянки, населеної народністю Серер. Кадамосто нічого доброго не каже про Серер, характеризуючи їх як дикунів й ідолопоклонників «великої жорстокості» (хоча слід зазначити, що на даний момент його інформація йде головним чином від перекладачів Волоф). Кадамосто стверджував, що саме він назвав річку Салум Ріо-ді-Барбакіні, назва яка в подальшому використовуватиметься на європейських картах. Кадамосто та Узодімаре намагалися дослідити берег, але швидко відмовились від цього наміру після того, як перекладача, відправленого для встановлення контактів з місцевими тубільцями Серер, які зібрались на березі, було вбито відразу по виходу на берег.
Прямуючи на південь, наприкінці червня або на початку липня 1455 року Кадамосто та Узодімаре відкрили гирло річки Гамбія.
Вони вирішили піднятись вверх по річці, але їхнє просування зіткнулося з постійною ворожістю з боку народу Мандінка, який мешкав у верхів'ях річки. Піддані інтенсивному обстрілу з луків, вони ледь відбились від масованого нападу тубільців, які намагались оточити їх на своїх каное і напасти на кораблі. Згідно з даними, отриманих від перекладачів Кадамосто, мандінки вважали, що португальці є людоїдами, і що вони прибули в цю країну, з метою придбати чорних рабів і з'їсти їх.

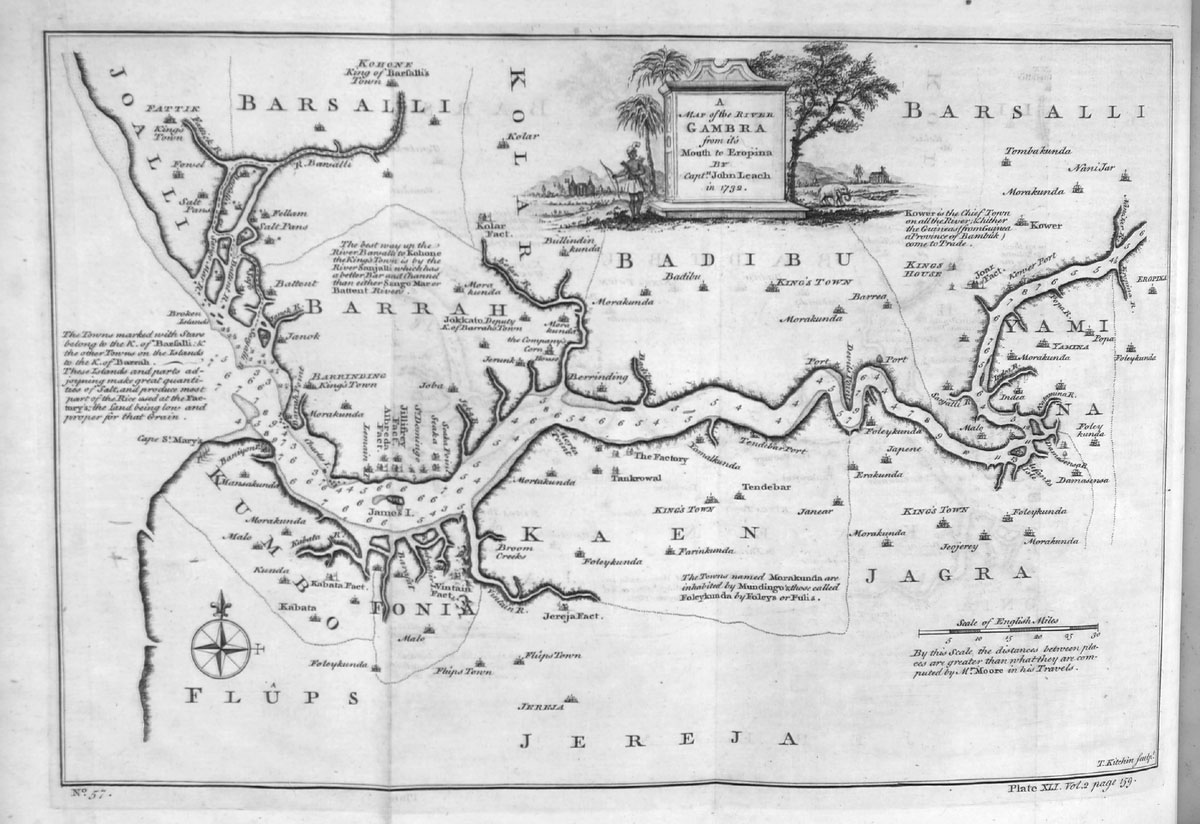
Карта річки Гамбії та її околиць, c. 1732 рік

Під тиском переляканих екіпажів (і, мабуть, бажаючи зберегти свій живий вантаж недоторканим, оскільки ще з Кайору вони везли на судах придбаних рабів), Кадамосто з іншими капітанами вирішили відмовитися від подальшого підйому по річці й повернулись до моря. Кадамосто не надає подробиці зворотної подорожі до Португалії.
У гирлі Гамбії Кадамосто зробив спостереження про майже повне зникнення на горизонті північної полярної зірки і зробив приблизний малюнок яскравого сузір'я на півдні, який вважається першим відомим зображенням сузір'я Південного Хреста (хоч і помилково розміщене на зоряній мапі та із занадто великою кількістю зірок — точнішого зображення доведеться чекати до часів, коли Местре Жоао Фарас зробив його у 1500 році.). Кадамосто назвав це сузір'я carro dell 'ostro (південна колісниця).
Відомо, що флот повернувся до Португалії до кінця цього року, оскільки Антоніото Узодімаре написав своїм генуезьким кредиторам листа, датованого 12 груднем 1455 р. з повідомленням про результати свого плавання (хоч й з великим перебільшеннями, і не згадуючи Кадамосто).

### Друга подорож (1456)

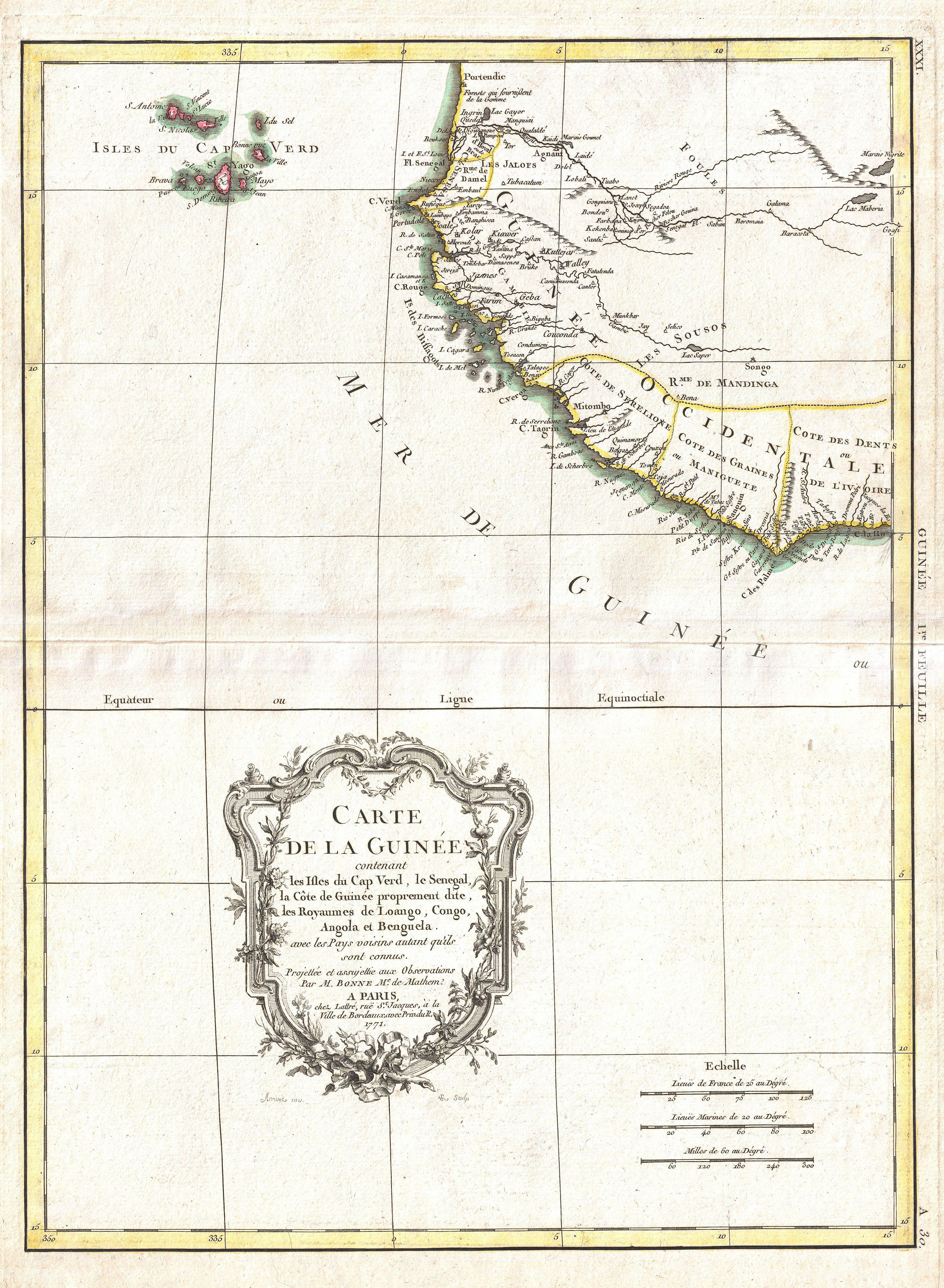
Карта узбережжя Кабо-Верде, c. 1771

Кадамосто вирушив знову з Лагуша у травні 1456 року, на цей раз не один, а разом з Антоніото Узодімаре та ще однією каравелою з неназваним португальським капітаном, іншим підлеглим принца Енріке. Три судна не зробили відомих торгових зупинок, маючи намір плисти прямо до річки Гамбія (ймовірно, відповідно до вказівок принца Енріке Мореплавця).
Захоплений штормом біля півострова Зелений Мис, цей маленький флот був змушений дрейфувати два дні та три ночі (приблизно 300 миль) від узбережжя на захід у відкрите море, де натрапив на до тих пір невідомий архіпелаг Кабо-Верде. Кадамосто, Узодімаре та безіменний капітан відкрили кілька незаселених островів, вважаючи, що їх чотири за кількістю (хоча Кадамосто в своєму рахунку зазначає, що пізніші дослідники знайдуть їх десять).
Спочатку вони зупинились біля острова, який вони назвали Буона Віста (порт. Boa Vista), а по тому попрямували до більшого острова, який вони назвали Сант-Якобо (порт Сантьяго) (згідно зі звітом Кадамосто, через те, що острів відкрили в день святих Філіпа та Якова — ймовірно, помилка). Не знайшовши на островах нічого цікавого для себе, вони рушили далі.

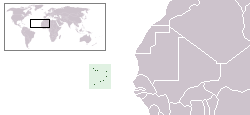
Розташування островів Кабо Верде (островів зеленого Мису)

Кадамосто, Узодімаре та неназваний португальський капітан знову піднялись по річці Гамбія, проте цього разу без опору зі сторони тубільців. Вони пропливли близько 10 італійських миль (15 км) верх по річці і ненадовго зупинились на річковому острові, який вони назвали Санто Андреа (оскільки поховали там померлого члена екіпажу на ім'я Андреа. Острів вважається сучасним островом Дог-Айленд).
Тріо продовжило обережно підніматись вверх за течією, під уважним супроводженням каное мандінка, але цього разу вони не виявляли ворожості й не здійснювали нападів. Врешті-решт, одному з перекладачів вдалося заманити деяких тубільців з каное на португальський корабель і встановити мирний контакт.
Тубільці називали себе підданими короля країни Форосанголі (на південному березі Гамбії) і що він, і більшість інших королів Мандінки вздовж річки Гамбії були васальними підданими імператора Малі (Impatore di Melli), і що деякі місцеві королі були готові зустрітись з португальцями. Відповідно до вказівок своїх співрозмовників, Кадамосто проплив близько 60 італійських миль вверх по річці Гамбія, досягнувши резиденції короля мандінка, якого він назвав Баттіманса, з мови мандінка — «короля Батті» (ймовірно, Бадібу, на північному березі річки). Вони були добре прийняті, але розчаровані відсутністю доказів про наявність значних запасів золота, яке вони очікували знайти. Вони займалися дрібною торгівлею з місцевими жителями, зокрема придбали мускус (що дуже цінувався серед європейських парфумерів), і зазначили, що навіть придбали декілька живих особин африканської цивети.
Кадамосто згадує про контакти з іншим володарем, Гумімансою, чиї землі знаходились ближче до гирла річки. Це, імовірно, не хто інший, як грізний «Нюміманса», король Нюмі-Банта з Барри, правління якого поширювалося на Нюмі-Бато (Ніомінка) по берегах річки Діомбос, давнього супротивника португальських дослідників. Однак Кадамосто повідомляє, що їхні стосунки пройшли досить гладко.
Кадамосто та його супутники пробули в Бадібу 11 днів, перш ніж повернутись. Вони не дістались до комерційного центру Кантор, який розташовувався ще в декількох милях вище по річці (який був відкритий лише через пару років Діогу Гомішем). Але там поширена малярію, і його екіпаж швидко захворів на цю хворобу, яка перебігала з гарячкою. Ймовірно, ця недуга спонукала Кадамосто скоротити своє перебування і полишити річку Гамбія і повернутись назад до океану, де хвороба, здається, вщухла.
Вирішивши продовжити вивчення узбережжя Західної Африки усі три кораблі вирушили на південь, обійшовши мис Сент-Мері (13°29′10″ пн. ш. 16°40′6″ зх. д. / 13.48611° пн. ш. 16.66833° зх. д.) і обережно лавіруючи між небезпечними прибійними хвилями навколо Bald Capt (Лисого мису) (13°22′47″ пн. ш. 16°47′43″ зх. д. / 13.37972° пн. ш. 16.79528° зх. д.), повідомляючи про кілька річок уздовж шляху (жодну з яких він не назвав). Через кілька днів, Кадамосто і його супутники відкрили гирло річки Казаманс (12°33′22″ пн. ш. 16°45′44″ зх. д. / 12.55611° пн. ш. 16.76222° зх. д.). Вони назвали річку на честь місцевого правителя Касаманси, короля (манси) Каси (згодом португальцями названого Касангасом, нині майже вимерлим народом, пов'язаним з народом Байнука). Вони відправили кілька човнів на берег, щоб встановити контакти з тубільцями, але після того, як ті повідомили, що їхній король відсутній в околицях, Кадамосто вирішив не затримуватися, а продовжувати плавання.
Просуваючись на південь, флот досяг мису, який мандрівники назвали Capo Rosso (Cape Roxo) через пісок червонуватого забарвлення (мис Roxo, 12°20′8″ пн. ш. 16°42′47″ зх. д. / 12.33556° пн. ш. 16.71306° зх. д., сьогодні знаходиться на кордоні між республікою Сенегал та Гвінеєю-Бісау). У своєму звіті Кадамосто називає дві великі річки за межами мису Рохо — Санта Анна та Сан-Домініко — точне визначення яких трохи заплутане. Вважається, одна з них, швидше за все, буде річка Кашеу (12°10′32″ пн. ш. 16°20′47″ зх. д. / 12.17556° пн. ш. 16.34639° зх. д., часто вказується в пізніших португальських картах як Ріо де Сан-Домінгуш) в той час як інша річка, ймовірно, одна з гілок (Ріо де- Джатта або Ріо Дасаєв Ancoras) від річки Мансоа (11°51′34″ пн. ш. 15°58′24″ зх. д. / 11.85944° пн. ш. 15.97333° зх. д.)
Через день флот Кадамосто відкрив велику річку (grandissimo fiume), яку вони назвали Ріо-Гранде (річка Геба — точніше, широкий лиман, який вона утворює разом із річкою Корубал, здається, що вони насправді не увійшли в саму річку) (11°45′ пн. ш. 15°38′ зх. д. / 11.750° пн. ш. 15.633° зх. д.). Після того, як кораблі кинули якір поблизу південного берега лиману, до них підійшли пару довгих каное з материка з тубільцями (їхня племінна належність не наводиться, ймовірно, це були Баланте або Біофарес). Кілька брязкалець були продані власникам каное, але вони не змогли налагодити стійкої взаємодії, оскільки перекладачі, які були на кораблях (волоф та/або мандінка) не розуміли місцевої мови. Через кілька днів вони підняли якорі й перепливли на якийсь «з багатьох островів у морі» (архіпелаг Біжаґош), але спілкуватися з їхніми мешканцями там було так само неможливо.
Враховуючи мовний бар'єр, вони не бачили сенсу продовжувати подорож далі. Тож Кадамосто, Узодімаре та неназваний португальський капітан вирушили назад до Португалії.

### Досягнення
Зафіксовані португальські відкриття, здійснені до Альвізе Кадамосто, не просунились далі межі дельти річок Сину-Салум. До плавання Кадамосто, найдальше, здається, просунулась поодинока експедиція Альваро Фернандеша в 1446 році, яка, можливо, дісталася аж до мису Рохо, але за нею не послідувало наступних. Експедиція 1447 р. під керівництвом Естебана Афонсо не просунулась далі за початок гирла річки Гамбія, а після цього експедиції далі за мис Кабо-Верде принцом Енріке майже не здійснювались. Основним бар'єром для португальців, здається, була войовничість народів Нюмі-Бато (Ніомінка) та Нюмі-Банта (Мандінка з Нюмі (Барра)), обидва яких очолював той самий король — Нюміманса. Кадамосто зіткнувся з цією ворожістю під час своєї першої експедиції 1455 року. Але під час своєї другої поїздки в 1456 році вороже ставлення чомусь змінилось, і йому вдалося стати першим європейцем (разом з Антоніото Узодімаре та їхніми анонімними супутниками), який проплив вгору по річці Гамбія. Невідомо, що спричинило цю зміну в ставленні до європейців лише за один рік — новий Ньюміманса чи зміни в сенегальській політиці. Пізніше не дуже надійний як історичне джерело Діогу Гоміш, стверджував, що плавав до Гамбії десь між 1456 і 1458 роками і одноосібно домовлявся про мир з Нюмімансою, хоча це, ймовірно, перебільшення).
Відкриття річки Гамбія експедицією Кадамосто та Узодімаре призвело до наступного великого кроку у відкриттях, здійснених в Західній Африці під проводом Енріке Мореплавця — були відкриті острови Кабо-Верде, річка Казаманс, мис Рохо, річка Качеу і, нарешті, річки Геба та острови Біжаґош. Довжина узбережжя, яку Кадамосто і Узодімаре відкрили у 1456 році, стала найбільшим досягненням у португальській епопеї відкриттів у період з 1446 року. Так далеко вздовж африканського узбережжя було пройдено знову лише Діогу Гомішем близько 1458 року (можливо, ще в 1456 році, як випливає зі звітів Кадамосто). Перевершено дальність плавання Кадамосто було лише у 1461–62 роках експедицією Педро де Сінтри.

## Повернення до Венеції
Після повернення в 1456 році, Кадамосто ще багато років продовжував жити в Лагуші, що свідчить про те, що він, мабуть, продовжував безпосередньо чи опосередковано займатися західноафриканською торгівлею. Невідомо, чи робив Кадамосто особисто ще якісь подорожі вздовж Африканського узбережжя. Кадамосто прямо говорить про те, що після 1456 р. до експедиції Педро де Сінтри у 1462 р. ніхто не мав жодних інших дослідницьких значень. Кадамосто отримав подробиці тієї експедиції у канцеляриста Сінтра після її повернення.
Покровитель Кадамосто, принц Енріке Мореплавець помер у листопаді 1460 р., а монополія на африканську торгівлю повернулася до португальської корони, і її операції поступово були перенесені з Лагошу в Лісабон. Ймовірно, не вбачаючи майбутнього для себе в нових реаліях, Кадамосто покинув Португалію і у лютому 1463 року повернувся до Венеції. Вважається, що Кадамосто привіз із собою записи, корабельні журнали та кілька морських карт. Кадамосто використав їх для створення своїх знаменитих Навігаціоні десь у середині 1460-х років. Навігаціоні, окрім загальних компліментів португальським відкриттям та прославлянь на честь принца Енріке містять докладні відомості про три експедиції — власні подорожі 1455 та 1456 років та плавання Педро де Сінтра в 1462 році. Вважається, що він ознайомив із значною частиною своїх матеріалів венеціанського картографа Граціозо Бенінкаса, оскільки Бенінкас видав у 1468 році атлас, на якому узбережжя Західної Африки було подано із надзвичайною точністю.
Навігаціоні були, ймовірно, написані з метою рекламування своїх досягнень та порятунку свого прізвища. Після повернення Кадамосто зумів повернути частину майна своєї сім'ї від своїх родичів Кверіні, а через пару років одружився з Елізабеттою ді Джорджіо Віньє, багатою шляхтянкою, але зі слабким здоров'ям — вона померла, не народивши йому дитини. Він повернувся до торгівлі, маючи торгові інтереси аж до Іспанії, Александрії, Сирії та Англії, і з відновленням багатства та зв'язків здійснив дипломатичну та адміністративну кар'єру для Венеційської республіки. Кадамосто служив венеційським провізором у Каттаро, потім у Короні, і був відправлений у дипломатичні представництва до Далмації та Герцеговини. Після падіння Негропонте в 1470 році, Кадамосто був залучений до розробки плану оборони Албанії від османів.
У 1481 році Альвізе Кадамосто був обраний капітаном флоту венеційської александрійської галери, закінчивши свою військово-морську кар'єру на тих же кораблях, з яких він і стартував. Він помер у 1483 році на Полісині, перебуваючи під час дипломатичної місії в Ровіго для оцінки трофеїв, здобутих Венеційською республікою після її перемоги над Ерколем I д'Есте, герцогом Феррара у Феррарській війні (хоча в деяких повідомленнях дата його смерті інколи зазначається вже в 1477 р.).

## Navigazioni
Для історії португальських відкриттів під проводом Енріке Мореплавця, хроніки Альвізе Кадамосто «Navigazioni» виявились документом надзвичайної цінності. Твір Кадамосто, хроніка Гоміша Іаніша де Зурара та мемуари Діогу Гоміша — це практично все, що залишилося від сучасних письмових відомостей про відкриття за часів Енріке. Дійсно, до публікації «Декади да Азії» Жуана де Барруша в 1552 р. (яка описувала рукописний проект хроніки Зурари), «Навігаціоні» Кадамосто був єдиним опублікованим твором, з якого в Європі було відомо про португальські відкриття. Кадамосто наголосив на головній ролі принца Енріко і відіграв важливу роль у формуванні образу принца-навігатора для нащадків. Порівнюючи агіографічну Зурару та помилковий Гомес, історики сподобалися та похвалили надійність та деталізацію, яку надав Кадамосто, даючи більш багате та чітке уявлення про те, як діяло гериканське підприємство.
Звіти Кадамосто також є безцінними для істориків Африки, надаючи перші письмові докладні описи регіону Сенегамбії, далеко за тими межами, відвіданими на століття раніше арабським мандрівником Ібн Баттутою. Кадамосто дає резюме тогочасних європейських знань про Західну Африку. Він описав імперію Малі (Меллі) та транссахарську торгівлю, наприклад, як берберські каравани переносять сахарську сіль з таких копалень, як Тагаза (Taghaza) до прикордонних міст, таких як Тімбукту (Tombutto). Він пояснив, як золото, яке видобувається в Малі, експортується в трьох напрямках: одна третина йде до Гао (Kawkaw) а потім на схід до Єгипту, друга через Тімбукту до Туату (Touat) і далі на північ у напрямку Тунісу, а інша третина, також через Тімбукту, йде на захід до Уадану (Hoden), а звідти в Марокко. Частина з цього золота спрямовується до португальської факторії в Арґені.
Кадамосто був першим, хто називав річку Сенегал її сучасною назвою (Ріо-ді-Сенега), а не «Західним Нілом». Цікаво, що Кадамосто зазначив, що Сенегал, ймовірно є Нігером античних географів (зокрема у Клавдія Птоломея). Він повторив стару помилку, вважаючи, що річка Сенегал та (справжня) річка Нігер з'єднані між собою, утворюючи одну велику річку від сходу до заходу і пов'язані з цим легенди про те, що вона вважалася притоком великої біблейської річки Гіхон (Гіон), що текла з Едемського саду по землях Ефіопії.
Кадамосто описав імперію Волоф (Gilofi), яка, як він зауважив, граничила на сході з фула Tekrur / Toucouleur (Tuchusor) і на півдні з країнами мандінка вздовж річки Гамбія (Gambra) Кадамосто наводить досить детальні відомості про політику, суспільство та культуру держав народності Волоф. Він надав надзвичайно докладний опис побаченого на власні очі селища Кайор (Cayor), в якому він зупинявся у 1455 році, двору місцевого правителя (дамеля), людей, звичаїв, економіки, місцевої фауни і флора, і т.ін. Наведені подробиці демонструють щиру зацікавленість Кадамосто — він описав придворні звичаї, будинки, використання мушель каурі як грошей, їжу та напої, функціонування місцевих ринків, сільськогосподарські тварини та рослини, виробництво пальмового вина, зброю, танці та музику, реакцію на європейські новинки (одяг, кораблі, гармати, музичні інструменти). У всьому цьому оповідь Кадамосто виявив щиру зацікавленість та відсутність забобонів, що досить не типово для європейця тієї епохи. Кадамосто намагається також докладно розповісти і про народність Мандінка з берегів річки Гамбія, особливо звертаючи увагу їхні чисельні вироби з бавовни (рідкісні в районах, населених Волоф), хоча і не настільки повно, оскільки тут він, схоже, не наважувався віддалятись далеко від своїх кораблів. Він не припиняє дивуватися дивовижним представникам дикої природи, яка набагато багатша навколо русла Гамбії, зокрема гіпопотаму (якого він називає «риба-кінь») та маловідомому африканському слону (м'ясо якого він спокусився скуштувати, а один шматок засолив та привіз до Португалії особисто для принца Енріке; висушена стопа слона буде передана сестрі Енріке — Ізабеллі, герцогині Бургундській).

### Публікації
Звіти Альвізе Кадамосто вперше були опубліковані у відомій збірці «Нещодавно знайдені країни» (Paesi novamente retrovati), що була складена Францазано Монтальбоддо та видана італійською мовою в 1507 році у Віченці. За нею швидко послідували переклади латиною (1508), німецькою (1508) та французькою (1515) мовами. Італійська версія була перевидана у знаменитій колекції Рамузіо року. Не дивлячись на те, що твір часто передруковувався і був широко відомий в інших країнах, переклад португальською мовою з'явився лише у 1812 році.
Кадамосто також довго вважався автором Портолане дель маре (Portolano del mare), середньовічної лоції із узбережжям Середземного моря, знайденої в бібліотеці Св. Марка у Венеції з грифом видання Бернардо Ріццо в 1490 році. Нині авторство Кадамосто переважно заперечується.
Публікації Navigazioni Кадамосто:
- Оригінал (1507), як перші розділи в збірці під редакцією Франкансано Монтальбоддо (Francanzano Montalboddo), Нещодавно знайдені країни та Ново Мондо під назвою Альберіко Веспутіо Флорентіно (Paesi novamente retrovati et Novo Mondo da Alberico Vesputio Florentino intitulato), видано у Віченці, 1507. [53][54].
- Латиною (1508) перекл. з Montalboddo's 1507 Paesi by Archangelo Madrigini, Abbot of Casalo, as Itinerarium Portugallensium e Lusitania in Indiam et Inde in Occidentem et Demum ad Aquilonem published in Milan, 1508.[55] This Latin translation was reprinted in Simon Grynaeus, Novus orbis regnorum et insularum veteribus incognitorum, 1532.
- Німецькою (1508) переклад Jobstein Ruchamer, в Newe unbekante landte und ein newe weldte in kurt verganger zeythe erfunden, видано в Нюрнберзі, 1508
- Французькою (1515): переклад Mathurin du Redouer, Sensuyt le Nouveau monde & navigations faictes par Emeric Vespuce Florentin: Dez pays & isles nouvellement trouvez auparavant a nous inconneuz tant en l'Ethiope que Arrabie, Calichut et aultres plusiers regions estranges, видано в Парижі, 1515. (1916 репринт online [Архівовано 15 лютого 2017 у Wayback Machine.]) (Reprint 1895, C. Schefer ed., Relation des voyages à la côte occidentale d'Afrique d'Alvise de Ca' da Mosto, 1455—1457, Paris: Leroux online [Архівовано 15 лютого 2017 у Wayback Machine.]; New translation by Frédérique Verrier (1994) Voyages en Afrique Noire d'Alvise Ca'da Mosto (1455 & 1456). Paris: Chandeigne.)
- Італійською (Ramusio ed.): «Il Libro di Messer Alvise Ca da Mosto Gentilhuomo Venetiano» & «Navigatione del Capitano Pietro di Sintra Portoghese scritta per il medesimo M. Alvise da Ca da Mosto», видано у Венеції (1550), by Giovanni Battista Ramusio[en], ed., Primo volume delle navigationi et viaggi nel qua si contine la descrittione dell'Africa, et del paese del Prete Ianni, on varii viaggi, dal mar Rosso a Calicut,& infin all'isole Molucche, dove nascono le Spetierie et la navigatione attorno il mondo. online [Архівовано 5 квітня 2022 у Wayback Machine.]
- Англійською: «Original Journals of the Voyages of Cada Mosto and Piedro de Cintra to the Coast of Africa, the former in the years 1455 and 1456, and the latter soon afterwards», reprinted in R. Kerr, 1811, A General History of Voyages and Travels to the end of the 18th century, vol. 2, Edinburgh: Blackwood. Ch.4 [Архівовано 19 жовтня 2021 у Wayback Machine.] [Another English edition is found G.R. Crone, ed, 1937, The Voyages of Cadamosto, London: Haklyut]
- Португальською: «Navegações de Luiz de Cadamosto, a que se ajuntou a viagem de Pedro de Cintra, capitão Portuguez, traduzidas to Italiano.», in Academia Real das Sciencias, 1812, Collecção de noticias para a historia e geografia das nações ultramarinas: que vivem nos dominios portuguezes, ou lhes são visinhas, vol. 2, Pt.1 [Архівовано 19 жовтня 2021 у Wayback Machine.] offprint

Апокриф (не авторства Кадамосто, але приписувались йому в минулому):
- Невідомий (1490) Il Portolano del mare di Alvise da Mosto, nobile Veneto, nel qual si dichiara minutamente del sito di tutti i Porti, quali sono da Venezia in Levante et in Ponente et d'altre cose utilissime & necessarie ai naviganti. 1806 ed., Venice: Silvestro Gnoato.. онлайн [Архівовано 25 квітня 2016 у Wayback Machine.]

## Увічнення пам'яті
На честь мандрівника був названий ескадрений міноносець типу «Навігаторі» Королівських ВМС Італії часів Другої світової війни «Alvise da Mosto».